# IFI35
IFI35‏ (Interferon induced protein 35) هوَ بروتين يُشَفر بواسطة جين IFI35 في الإنسان.